# Pin acid chromic

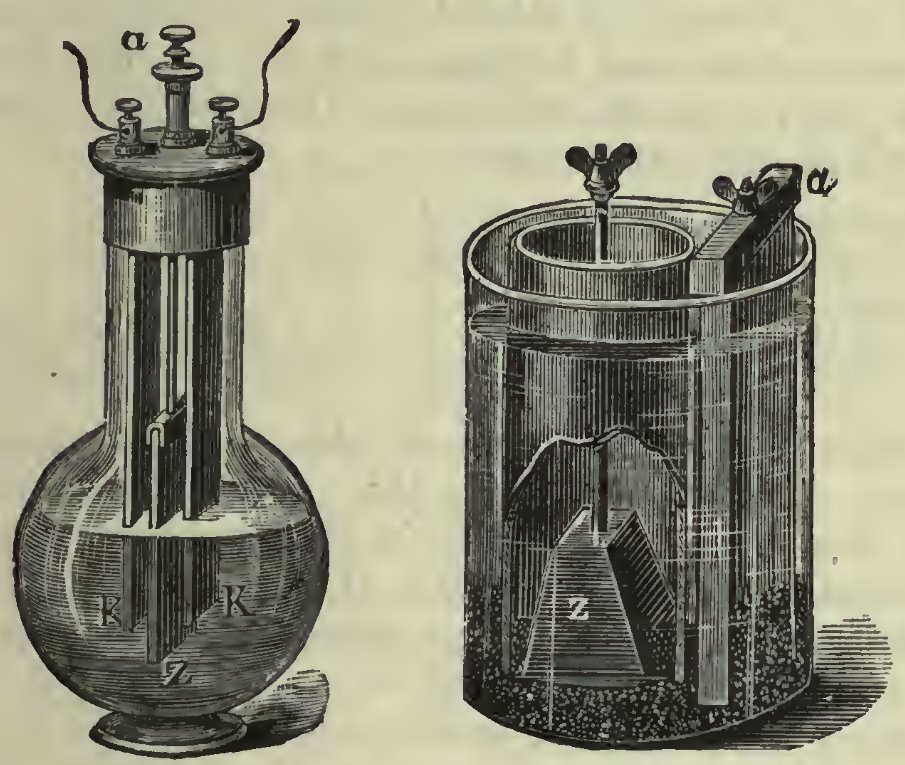
pin Bichromate. Trái - một chất lỏng, phải - hai chất lỏng

Pin acid chromic là loại pin sơ cấp sử dụng acid chromic làm chất khử cực. Acid chromic thường được tạo ra bằng cách acid hóa (với Acid sulfuric) dung dịch kali dichromat. Tên cũ của kali dichromat là kali bichromat, được gọi là pin Bichromate.  Loại pin này hiện giờ không còn được sử dụng.

## Lịch sử
Bài chi tiết: Lịch sử của pin

## Cấu trúc
Các thành phần chính của pin gồm:
- Anode, kẽm
- Chất điện phân, acid sulfuric loãng
- Chất khử cực, acid chromic
- Cathode, carbon

Pin được tạo thành ở hai dạng - loại chất lỏng đơn, được quy cho Poggendorff và loại hai chất lỏng, được quy cho Fuller. Trong cả hai trường hợp, điện áp của pin này là khoảng 2 vôn.

### Pin Poggendorff
Pin được đặt trong một chai thủy tinh cổ dài có tấm kẽm nằm giữa hai tấm carbon. Sau đó, chất điện phân và chất khử cực được trộn lẫn. Hỗn hợp này sẽ hòa tan tấm kẽm ngay cả khi không sử dụng tế bào nên có cơ chế nhấc tấm kẽm ra khỏi chất lỏng và cất vào cổ chai.

### Pin Fuller
Pin được đặt trong một cái nồi bằng thủy tinh, hoặc đất nung tráng men. Cái này chứa dung dịch acid chromic, tấm carbon và một cái nồi xốp. Bên trong bình xốp có acid sulfuric loãng, thanh kẽm và một lượng nhỏ thủy ngân. Thủy ngân tạo thành một hỗn hống với kẽm và điều này làm giảm "tác dụng cục bộ", tức là sự hòa tan không mong muốn của kẽm khi tế bào không được sử dụng.